# Odi et amo
Odi et amo (łac. Kocham i nienawidzę) – epigramat rzymskiego poety Katullusa. Utwór jest pojedynczym dystychem elegijnym. Wyrażenie odi et amo stało się przysłowiowe. Utwór odnosi się, podobnie jak wiele innych wierszy poety, do Lesbii, która w rzeczywistości miała na imię Clodia [Klodia Pulchra] i była żoną prominentnego rzymskiego polityka, Clodiusa [P. Klodiusz Pulcher, przed transitio ad plebem P. Klaudiusz Pulcher, brat (nie mąż) wspomnianej Klodii (Klaudii) Pulchry, brat znany ze skandalu z misteriami Dobrej Bogini, a także trybun ludowy słynny z anarchii wywołanej w Mieście] Wiersz jest zazwyczaj nazywany Pieśnią 85.
Odi et amo. Quare id faciam fortasse requiris?

nescio, sed fieri sentio et excrucior.
Utwór przełożył na język polski Jacek Wóycicki.